# Movavi Screen Recorder Studio
Мовавика запись экрана, Movavika Screen Capture (до 3.09.2024 г. Movavi Screen Recorder Studio, прежде Movavi Screen Capture Studio) — условно-бесплатное ПО для скринкастинга, состоящая из приложения для записи видео с экрана и видеоредактора Мовавика видео. Программа разрабатывается российской компанией Мовавика, занимающейся разработкой и продвижением программного обеспечения для обработки видео и другого медиаконтента.
 Важно. На данный момент, продукт имеет "замороженное" (пассивное) состояние, начиная с 2019 года.

## Основные функции
- Захват полноэкранного видео, программных окон, произвольных областей экрана, а также одновременная запись видео с веб-камеры;
- Автономная запись аудио и веб-камеры;
- Захват видео с YouTube и других сервисов;
- Запись звонков по Skype и Google Hangouts[3];
- Параллельная запись аудио с устройств и звуков приложений;
- Отложенная запись экрана;
- Сохранение снимков экрана во время записи;
- Выделение курсора мыши и запись действий клавиатуры;
- Экспорт захваченного видео в видео- и аудиоформаты, адаптация файлов для мобильных устройств и загрузки в Интернет;
- Редактирование видео во встроенном видеоредакторе: кадрирование, масштаб изображения, нарезка видео, добавление эффектов, субтитров и звуковых дорожек, улучшение качества звука и изображения;
- Сохранение видео в H.264 без перекодирования;
- Экспорт готового видео на YouTube и Google Drive напрямую из программы.

## Форматы[4]
| Видеоформаты                                   | Поддерживаемые кодеки         |
| ---------------------------------------------- | ----------------------------- |
| 3GPP (.3gp), 3GPP2 (.3g2)                      | H.263, H.264, MPEG-4          |
| Audio Video Interleave (.avi)                  | H.264, MPEG-4, MJPEG          |
| Flash (.flv)                                   | FLV1, H.264                   |
| Flash (.swf)                                   | FLV1                          |
| GIF (.gif)                                     | GIF                           |
| HD Video (.m2ts, .mkv, .mov, .mp4, .mpg, .wmv) | MPEG-2, MPEG-4, H.264, WMV V8 |
| Matroska (.mkv)                                | H.264, MPEG-4, MJPEG, Theora  |
| MPEG Transport Stream (.m2ts)                  | MPEG-2, H.264                 |
| MPEG (.mpg, .vob)                              | MPEG-1, MPEG-2                |
| MPEG-4 (.mp4)                                  | MPEG-4, H.264                 |
| OGV — Ogg Video (.ogv)                         | Theora                        |
| QuickTime (.mov)                               | H.264, MPEG-4                 |
| WebM (.webm)                                   | VP8, VP9                      |
| WMV — Windows Media Video (.wmv)               | WMV V8                        |
| Аудиоформаты                                   | Поддерживаемые кодеки         |
| AAC — Advanced Audio Coding (.aac)             | AAC                           |
| FLAC — Free Lossless Audio Codec (.flac)       | FLAC                          |
| MP3 — MPEG-1/2 Audio Layer III (.mp3)          | MP3                           |
| MPEG-4 (.m4a)                                  | AAC, ALAC                     |
| OGG — Ogg Audio (.ogg)                         | Vorbis                        |
| WAV — Waveform Audio File Format (.wav)        | PCM                           |
| WMA — Windows Media Audio (.wma)               | WMA 9                         |

## Системные требования
Существует две версии с идентичным функционалом, предназначенные соответственно для платформ Windows и Mac OS. Софт совместим с Microsoft Windows XP/Vista/7/8/10 с последними обновлениями, а также с Mac OS X 10.7 и выше. Однако одновременная запись звука из разных источников не поддерживается на Windows XP.

## Продажи
Продажа лицензий на Movavi Screen Recorder Studio ведется через официальный сайт разработчика и магазины партнеров. Пробная версия продукта имеет ограниченный срок действия (7 дней с момента установки) и накладывает водяной знак на все экспортируемые видео. Кроме того, при экспорте без перекодирования и сохранении аудиофайлов обрабатывается только часть файла.

## Обзоры и критика
Movavi Screen Recorder Studio получила положительные оценки за простоту в обращении и функциональность встроенного видеоредактора, а также за присутствовавший в прошлых версиях функционал записи игр. Что касается критики, обзорные статьи упоминали отсутствие захвата действий клавиатуры, добавленного в 6-й версии программы, а также ориентированность программы на начинающих пользователей ввиду отсутствия некоторых профессиональных возможностей.

## Различные редакции одних и тех же версий
Программы Мовавика, каждой версии, обычно выпускаются в двух различных редакциях — евразийская, в оригинале не содержащая русскоязычного интерфейса, и российская, содержащая файлы с русскоязычной поддержкой. Такие версии идентичны по функциональности, но имеют различные номера сборок, прописанные в программном файле, название которого начинается с надписи build, с расширением inf.